# Municipio de Clay (condado de Montgomery)
El municipio de Clay (en inglés: Clay Township) es un municipio ubicado en el condado de Montgomery en el estado estadounidense de Ohio. En el año 2010 tenía una población de 8847 habitantes y una densidad poblacional de 90,65 personas por km².

## Geografía
El municipio de Clay se encuentra ubicado en las coordenadas 39°52′32″N 84°25′35″O / 39.87556, -84.42639. Según la Oficina del Censo de los Estados Unidos, el municipio tiene una superficie total de 97.59 km², de la cual 97,59 km² corresponden a tierra firme y (0 %) 0 km² es agua.

## Demografía
Según el censo de 2010, había 8847 personas residiendo en el municipio de Clay. La densidad de población era de 90,65 hab./km². De los 8847 habitantes, el municipio de Clay estaba compuesto por el 97,41 % blancos, el 0,41 % eran afroamericanos, el 0,21 % eran amerindios, el 0,63 % eran asiáticos, el 0,35 % eran de otras razas y el 0,98 % eran de una mezcla de razas. Del total de la población el 0,96 % eran hispanos o latinos de cualquier raza.